# Musée national des îles Turques-et-Caïques
Le Musée national est un musée situé à Cockburn Town dans les Îles Turques-et-Caïques. Fondé dans les années 1980 et ouvert en 1991, le musée est financé par des fonds publics et expose la culture préhistorique des Lucayens et conserve l'histoire des îles de l'ère coloniale et le commerce des esclaves. Un arboretum est adjacent au musée.

## Historique
Le musée est situé dans l'une des plus anciennes structures en pierre de l'île, un bâtiment appelé la Guinep House. La maison, construite avant 1885, a été nommée d'après le quenettier situé dans la cour avant. Il a été construit dans un calcaire local par un ancien mécanicien de chantier [4] [5]. Les matériaux de construction provenaient également d'épaves de navires, notamment un mât, l'un des principaux supports du bâtiment. Le bâtiment, qui était auparavant une loge pour plongeurs, a été donné au musée en 1990.

## Exposition

### Premier étage
Le musée abrite le Molasses Reef Wreck, datée de 1505, et considérée comme la plus ancienne épave située dans les Amériques. C'était un navire espagnol qui a sombré près bord des Îles Caïcos. Les restes de l'épave exposés sont la coque et le gréement, les canons, les arbalètes et les effets personnels de l'équipage et permet d'avoir  un aperçu du mode de vie des premiers explorateurs.
Une salle séparée présente des expositions maritimes, notamment la lentille originale du phare de Grand Turk, datant de 1852. Il y a une exposition en 3 dimensions d'un récif de corail. Une autre exposition intéressante, probablement unique en son genre, est la présentation de bouteilles avec des messages (40 ans de messages) qui se sont échoués sur les plages du monde entier et qui ont été rassemblés et exposés dans le musée.

### Deuxième étage
Les expositions à l'étage comprennent l'histoire des premiers habitants des îles : les Taïnos, les Africains, les Nord-Américains, les Bermudiens, les Français et les Latino-Américains. Il y a des expositions sur les objets lucayens, les industries du sisal et du sel, les timbres postaux des îles, l’histoire de la traite négrière, les manifestations royales et la poterie. Les visites sur l'île de John Glenn (le premier Américain à avoir été en orbite autour de la terre, et ayant atterri sur l'île), de Scott Carpenter et de la reine Élisabeth II sont commémorées ici. Une autre exposition importante concerne le commerce du sel, qui était le plus important du monde à une époque, situé sur l'île de Salt Cay. Les Bermudiens ont été les premiers colons à s'établir sur l'île en 1645. La production de sel a commencé en 1673 et s'est prolongée jusqu'aux années 1960.

## Caractéristiques
Le musée contient également des laboratoires de conservation et un atelier d'exposition. Il existe également un centre de conservation et une salle de lecture ainsi qu'un espace qui sert de bureau et de bibliothèque au musée. Les expositions sont toutes interactives avec des contenus vidéos et audios. Un arboretum est rattaché au musée et des brochures sont disponibles indiquant les randonnées marquées par des balises, uniques dans la mesure où les poteaux téléphoniques endommagés lors de l'ouragan Ike ont été utilisés pour fixer des balises. Certains des produits d'intérêt locaux sont les bijoux en verre de mer fabriqués à partir de verre trouvé sur les plages, les chapeaux de paille et les chaussures de Middle Caicos, les sels de bain provenant de Salt Cay. Une visite à pied de la grotte Lucayan permet de voir des objets en bois.
Il a lancé un programme d'exploration archéologique appelé « Projet Travadore », en association avec des archéologues spécialistes de l'archéologie maritime. Dans le cadre de ce projet, le programme préserve les sites de naufrage dans les îles et empêche les chasseurs de trésors de voler les trésors. L’importance de ce projet est que les habitants actuels sur l’île retrouvent des liens de sang avec la population, en particulier d’origine africaine, qui a péri dans les naufrages. Certaines des découvertes historiques récupérées dans le cadre de ce projet sont exposées dans le musée.